# Izgorje
Izgorje – wieś w Słowenii, w regionie Gorenjskim, w gminie Žiri. 1 stycznia 2017 liczyła 16 mieszkańców.